# Црнгроб
Црнгроб (словен. Crngrob) је насељено место у општини Шкофја Лока, Горењска регија, Словенија.

## Историја
До територијалне реорганизације у Словенији био је у саставу старе општине Шкофја Лока.

## Становништво
У попису становништва из 2011. године, Црнгроб је имао 46 становника.
| Број становника према пописима | Број становника према пописима | Број становника према пописима |
| ------------------------------ | ------------------------------ | ------------------------------ |
| 1991                           | 2002                           | 2011                           |
| 35                             | 33                             | 46                             |

## Галерија
- панорама
- знак
- знак
- партизански споменик
- место масовне гробнице жртава комунистичкизлочина по окончању Другог светског рата